# ديفيد ديفيز
ديفيد ديفيز (بالإنجليزية: David Davis) (مواليد 20 فبراير 1991 في سميثويك - إنجلترا) لاعب كرة قدم إنجليزي يلعب حاليا لصالح نادي الدرجة الممتازة وولفرهامبتون واندررز الإنجليزي منذ 2008 في مركز الوسط المحوري .

## روابط خارجية
- ديفيد ديفيز على موقع قاعدة بيانات كرة القدم.إي يو (الإنجليزية)
- ديفيد ديفيز على موقع Soccerbase.com (لاعب) (الإنجليزية)
- ديفيد ديفيز على موقع Soccerway.com (الإنجليزية)
- ديفيد ديفيز على موقع عالم كرة القدم.نت (الإنجليزية)